# Menone di Farsalo (padre di Ftia)
Menone di Farsalo (in greco antico: Mένων?, Ménon; Farsalo, ... – 321 a.C.) fu un militare tessalo, padre di Ftia II e nonno di Pirro.

## Biografia
Menone era un militare originario di Farsalo in Tessaglia. Nel corso della guerra lamiaca (323-322 a.C.), guidò la cavalleria tessala nella battaglia contro i Macedoni nella quale perse la vita il diadoco Leonnato. Plutarco riferisce che si distinse in modo notevole in questa battaglia, ricevendo onori inferiori solo a quelli attribuiti a Leostene, che era caduto nel corso del combattimento.
Nella battaglia di Crannone (322 a.C.), combattuta nel corso della stessa guerra, fu sconfitto da Antipatro e da Cratero, pur dimostrando la superiorità della cavalleria tessala su quella macedone. Quando Antipatro fu costretto ad abbandonare la Grecia per combattere Perdicca, la lega etolica riprese la guerra contro i macedoni con l'aiuto dei Tessali, ancora una volta guidati da Menone. Questi fu però sconfitto da Poliperconte e trovò la morte in combattimento (321 a.C.).
Sua figlia Ftia sposò il re d'Epiro Eacide e diede alla luce il famoso re e condottiero Pirro.